# Anisodes dalmatensis
Anisodes dalmatensis är en fjärilsart som beskrevs av Holloway 1979. Anisodes dalmatensis ingår i släktet Anisodes och familjen mätare. Inga underarter finns listade i Catalogue of Life.